# War (film)
War är en amerikansk actionthriller från 2007. Filmen handlar om mördaren Rogue (Jet Li) som jagas av Jack Crawford (Jason Statham) efter att ha dödat Tom Wynne (Terry Chen) och hans familj, som var Jacks kollega. Det slutar med att Rogue dödar Jack Crawford. Filmen är tillåten från 15 år.